# 문규현 (야구인)
문규현(文奎現, 1983년 7월 5일 ~ )은 전 KBO 리그 롯데 자이언츠의 내야수이자, 현 KBO 리그 롯데 자이언츠의 2군 내야수비코치이다. 개명 전 이름은 '문재화(文在和)'이다. 이름이 '문제아'를 연상시킨다고 해서 롯데 자이언츠에 입단하자마자 개명했다.

## 선수 시절

### 롯데 자이언츠시절

#### 2002년~2004년 시즌
2002년 2차 10라운드 전체 78순위로 입단했고 당시 포지션은 투수였다. 내야수로 전향한 후에 주로 유격수를 맡았으나 수비에서 안정적인 모습을 보여주지 못해 박기혁에 밀려 출전 기회를 잘 잡지 못했다.

### 상무 야구단시절
2005년에 입단했다.

### 롯데 자이언츠복귀

#### 2006년~2009년 시즌
2006년에 복귀하였다. 복귀 후 2009년까지 별다른 활약을 하지 못했다.

#### 2010년 시즌
시즌 시작은 2군에서 보냈지만 박기혁의 부상 및 부진으로 1군에 출전해 이름을 알리기 시작했다. 두산 베어스와의 준플레이오프 엔트리에 들었으나 출전은 하지 못했다.

#### 2011년 시즌
6월까지 타율이 1할대였지만 7월에 4할대 타율을 기록했다. 시즌 2할대 타율, 39타점을 기록했다. 첫 포스트 시즌에 출전해 11타수 2안타로 부진했고 팀은 한국시리즈 진출에 실패했다.

#### 2012년 시즌
시즌 초반 김일경과의 충돌로 무릎 부상을 당했고 이후 부상과 부진으로 2군에서 시간을 보냈다. 시즌 2할대 타율, 17타점을 기록했다. 준플레이오프에서의 활약으로 팀의 플레이오프 진출을 이끌었다.

#### 2013년 시즌
박기혁이 제대하며 그가 유격수와 2루수를 번갈아가며 출전했고 이후 부진해 당시 같은 팀이었던 신본기가 유격수를 맡았다. 그러나 신본기의 체력 저하와 부진으로 그가 다시 출전 기회를 늘려갔다. 하지만 2할대 타율, 6타점으로 마감했다.

#### 2014년 시즌
박기혁이 부상으로 빠지자 그가 수비와 공격에서 좋은 모습을 보여줬으나 6월 24일에 번트 시도 중 손가락 골절로 인해 2개월 정도 경기에서 빠졌고, 이후 9월 4일 경기에 복귀해 2타점 결승타를 쳐 냈다. 9월 14일 두산전에서 윤명준을 상대로 끝내기 홈런을 쳐 내며 개인 통산 첫 끝내기 홈런을 기록했다.

#### 2016년 시즌
시즌 초반 당시 같은 팀이었던 오태곤이 부상으로 빠지자 주전으로 활동했다. 6월 28일~6월 29일 삼성 라이온즈전에서 이틀 연속으로 끝내기 안타를 쳐 냈다. 이는 KBO 리그 최초 2경기 연속 끝내기 안타였다.

#### 2017년 시즌
시즌 초 종종 3루수로 출전하다가 다시 유격수로 출전했다. 5월에 맹타를 휘둘렀으나 수비 도중 뼈가 골절돼 2달 정도 결장했다. 시즌 후 FA 자격을 얻어 2+1년 총액 10억원에 잔류했다.

## 야구선수 은퇴 후
2020년부터 롯데 자이언츠의 2군 수비코치로 활동했다.

## 등번호

### 롯데 자이언츠선수 시절
- '46' (2002년, 2008년~2010년)
- '4' (2004년)
- '30' (2007년)
- '7' (2011년)
- '6' (2012년~2019년)

### 롯데 자이언츠코치 시절
- '77' (2020년~2023년)
- '89' (2024년~)

## 출신 학교
- 군산초등학교
- 군산남중학교
- 군산상업고등학교

## 통산 기록
| 연도 | 팀명   | 타율  | 경기 | 타수 | 득점 | 안타 | 2루타 | 3루타 | 홈런 | 루타 | 타점 | 도루 | 도실 | 볼넷 | 사구 | 삼진 | 병살 | 실책 |
| ---- | ------ | ----- | ---- | ---- | ---- | ---- | ----- | ----- | ---- | ---- | ---- | ---- | ---- | ---- | ---- | ---- | ---- | ---- |
| 2002 | 롯데   | 0.000 | 1    | 1    | 0    | 0    | 0     | 0     | 0    | 0    | 0    | 0    | 0    | 0    | 0    | 0    | 0    | 0    |
| 2003 | 롯데   | 0.200 | 17   | 40   | 5    | 8    | 5     | 0     | 0    | 13   | 1    | 0    | 0    | 1    | 2    | 13   | 0    | 1    |
| 2004 | 롯데   | 0.000 | 8    | 3    | 0    | 0    | 0     | 0     | 0    | 0    | 0    | 0    | 1    | 0    | 0    | 2    | 0    | 1    |
| 2007 | 롯데   | 0.056 | 25   | 18   | 2    | 1    | 0     | 0     | 0    | 1    | 2    | 0    | 0    | 0    | 0    | 3    | 0    | 1    |
| 2009 | 롯데   | 0.167 | 11   | 18   | 2    | 3    | 0     | 0     | 1    | 6    | 3    | 0    | 0    | 0    | 0    | 6    | 1    | 2    |
| 2010 | 롯데   | 0.237 | 80   | 173  | 18   | 41   | 8     | 0     | 3    | 58   | 16   | 2    | 1    | 15   | 4    | 40   | 3    | 10   |
| 2011 | 롯데   | 0.242 | 125  | 327  | 40   | 79   | 13    | 3     | 2    | 104  | 39   | 5    | 2    | 28   | 7    | 60   | 4    | 16   |
| 2012 | 롯데   | 0.205 | 105  | 244  | 17   | 50   | 10    | 0     | 0    | 60   | 17   | 0    | 2    | 13   | 4    | 50   | 3    | 13   |
| 2013 | 롯데   | 0.238 | 79   | 101  | 10   | 24   | 2     | 0     | 0    | 26   | 6    | 2    | 0    | 11   | 0    | 23   | 1    | 8    |
| 2014 | 롯데   | 0.281 | 77   | 235  | 33   | 66   | 16    | 0     | 2    | 88   | 27   | 5    | 2    | 26   | 0    | 30   | 7    | 7    |
| 2015 | 롯데   | 0.245 | 105  | 265  | 24   | 65   | 12    | 1     | 2    | 85   | 25   | 4    | 2    | 14   | 1    | 39   | 6    | 11   |
| 2016 | 롯데   | 0.272 | 120  | 316  | 38   | 86   | 10    | 0     | 4    | 108  | 40   | 2    | 3    | 29   | 1    | 39   | 10   | 7    |
| 2017 | 롯데   | 0.270 | 110  | 304  | 38   | 82   | 15    | 2     | 6    | 119  | 42   | 2    | 1    | 10   | 2    | 42   | 10   | 7    |
| 2018 | 롯데   | 0.275 | 122  | 316  | 42   | 87   | 19    | 1     | 6    | 126  | 41   | 3    | 1    | 18   | 0    | 45   | 9    | 13   |
| 2019 | 롯데   | 0.250 | 40   | 64   | 7    | 16   | 2     | 0     | 0    | 18   | 10   | 0    | 0    | 3    | 0    | 10   | 1    | 3    |
| 통산 | 15시즌 | 0.251 | 1025 | 2425 | 276  | 608  | 112   | 7     | 26   | 812  | 269  | 25   | 15   | 168  | 21   | 402  | 55   | 100  |